# Mohammad Arzande
Mohammad Arzande, pers. محمد ارزنده (ur. 30 października 1987 w Borudżen) – irański lekkoatleta specjalizujący się w skoku w dal.
W 2006 stanął na najniższym stopniu podium mistrzostw Azji juniorów oraz zajął 4. miejsce podczas juniorskich mistrzostw świata w Pekinie. Trzykrotny uczestnik halowych igrzysk azjatyckich (2005, 2007 oraz 2009). W 2009 zdobył srebro mistrzostw świata wojskowych. Olimpijczyk z Londynu (2012). Rok później był czwarty na mistrzostwach Azji oraz sięgnął po srebrny medal igrzysk solidarności islamskiej. Halowy wicemistrz Azji z Hangzhou (2014).
Złoty medalista mistrzostw Iranu.
Rekordy życiowe: stadion – 8,17 (7 lipca 2012, Teheran); hala – 7,80 (15 lutego 2014, Hangzhou). Obydwa te rezultaty są aktualnymi rekordami Iranu.

## Osiągnięcia
| Rok  | Impreza                          | Miejsce        | Lokata            | Wynik (m) |
| ---- | -------------------------------- | -------------- | ----------------- | --------- |
| 2005 | Halowe igrzyska azjatyckie       | Pattaya        | 5. miejsce        | 7,32      |
| 2006 | Mistrzostwa Azji juniorów        | Makau          | 3. miejsce        | 7,59      |
| 2006 | Mistrzostwa świata juniorów      | Pekin          | 4. miejsce        | 7,67      |
| 2006 | Igrzyska azjatyckie              | Doha           | el. – 15. miejsce | 6,92      |
| 2007 | Halowe igrzyska azjatyckie       | Makau          | 5. miejsce        | 7,39      |
| 2009 | Mistrzostwa świata wojskowych    | Sofia          | 2. miejsce        | 7,70      |
| 2009 | Halowe igrzyska azjatyckie       | Hanoi          | 6. miejsce        | 7,60      |
| 2012 | Halowe mistrzostwa Azji          | Hangzhou       | 9. miejsce        | 7,43      |
| 2012 | Igrzyska olimpijskie             | Londyn         | el. – 17. miejsce | 7,84      |
| 2013 | Mistrzostwa Azji                 | Pune           | 4. miejsce        | 7,76      |
| 2013 | Igrzyska solidarności islamskiej | Palembang      | 2. miejsce        | 7,70      |
| 2014 | Halowe mistrzostwa Azji          | Hangzhou       | 2. miejsce        | 7,80      |
| 2014 | Igrzyska azjatyckie              | Incheon        | 6. miejsce        | 7,56      |
| 2016 | Igrzyska olimpijskie             | Rio de Janeiro | el. – 29. miejsce | 7,31      |